# Heusaat
Die Heusaat ist ein Vorgang, bei dem das Schnittgut einer Spenderfläche auf einer vorbereiteten Empfängerfläche ausgebracht wird. Die Heusaat ermöglicht, dass sich standortangepasste Arten auf einer Fläche ansiedeln. Wichtige Faktoren für den Erfolg der Heusaat sind die Vorbehandlung der Empfängerwiesen, der Schnittzeitpunkt und die Artenzusammensetzung der Spenderwiesen, sowie die Art der Einarbeitung des Schnittgutes in der Empfängerwiese.
Die finanziellen Aufwendungen einer Heusaat sind im Vergleich zu ausgetragenem Saatgut relativ gering. Naturschutzkreise beurteilen die Heusaat positiv. Insbesondere die relativ große Saatmenge, die übertragenen Insekten und Mykorrhizapilze und die verbesserten Bodenkontakte der Samen durch die Bearbeitungsgänge können als Erklärung für die erzielte Erhöhung der floristischen und faunistischen Diversität herangezogen werden.